# Stany Zjednoczone na Letnich Igrzyskach Olimpijskich 2008
Stany Zjednoczone uczestniczyły w letnich igrzyskach olimpijskich po raz 25. Łącznie 596 olimpijczyków zakwalifikowało się na 29. Letnie Igrzyska Olimpijskie w Pekinie i wystąpili oni w 27 z 28 dyscyplin. Tylko w piłce ręcznej nie zakwalifikowały się zarówno kobiety, jak i mężczyźni. Chorążym drużyny był Lopez Lomong.
Pierwszym występem Stanów Zjednoczonych był mecz piłki nożnej kobiet przeciwko Norwegii, który Stany Zjednoczone 2:0 przegrały.
Najlepszym olimpijczykiem Stanów Zjednoczonych był pływak Michael Phelps, który zdobył osiem złotych medali igrzysk olimpijskich i pobił rekord innego amerykańskiego pływaka – Marka Spitza. Michael Phelps z łącznym dorobkiem 14 złotych medali igrzysk olimpijskich został najlepszym olimpijczykiem wszech czasów.

## Zdobyte medale
| Medal  | Zawodnik | Dyscyplina sportowa | Konkurencja                         |
| ------ | --- | ------------------- | ----------------------------------- |
| Złoto  | Mariel Zagunis | Szermierka          | Szabla indywidualnie                |
| Złoto  | Michael Phelps | Pływanie            | 400 m stylem zmiennym               |
| Złoto  | Michael Phelps Cullen Jones Jason Lezak Garrett Weber-Gale Nathan Adrian (eliminacje) Ben Wildman-Tobriner (eliminacje) Matt Grevers (eliminacje)                               | Pływanie            | sztafeta 4x100 m stylem dowolnym    |
| Złoto  | Michael Phelps | Pływanie            | 200 m stylem dowolnym               |
| Złoto  | Natalie Coughlin | Pływanie            | 100 m stylem grzbietowym            |
| Złoto  | Aaron Peirsol | Pływanie            | 100 m stylem grzbietowym            |
| Złoto  | Walton Eller | Strzelectwo         | Podwójny trap                       |
| Złoto  | Michael Phelps | Pływanie            | 200 m stylem motylkowym             |
| Złoto  | Michael Phelps Ryan Lochte Ricky Berens Peter Vanderkaay Klete Keller (eliminacje) Erik Vendt (eliminacje) David Walters (eliminacje)                                           | Pływanie            | sztafeta 4x200 m stylem dowolnym    |
| Złoto  | Kristin Armstrong | Kolarstwo           | jazda indywidualna na czas          |
| Złoto  | Rebecca Soni | Pływanie            | 200 m stylem klasycznym             |
| Złoto  | Ryan Lochte | Pływanie            | 200 m stylem grzbietowym            |
| Złoto  | Michael Phelps | Pływanie            | 200 m stylem zmiennym               |
| Złoto  | Nastia Liukin | Gimnastyka          | Wielobój indywidualnie              |
| Złoto  | Michael Phelps | Pływanie            | 100 m stylem motylkowym             |
| Złoto  | Vincent Hancock | Strzelectwo         | Skeet                               |
| Złoto  | Michael Phelps Brendan Hansen Aaron Peirsol Jason Lezak Ian Crocker (eliminacje) Mark Gangloff (eliminacje) Matt Grevers (eliminacje) Garrett Weber-Gale (eliminacje)           | Pływanie            | sztafeta 4x100 m stylem zmiennym    |
| Złoto  | Venus Williams Serena Williams | Tenis               | Gra podwójna kobiet                 |
| Złoto  | Mary Whipple Caryn Davies Caroline Lind Susan Francia Anna Cummins Elle Logan Anna Goodale Lindsay Shoop Erin Cafaro                                                            | Wioślarstwo         | W8+ (ósemka)                        |
| Złoto  | Stephanie Brown Trafton | Lekkoatletyka       | Rzut dyskiem                        |
| Złoto  | Angelo Taylor | Lekkoatletyka       | Bieg na 400 m przez płotki          |
| Złoto  | McLain Ward Laura Kraut Will Simpson Beezie Madden | Jeździectwo         | Skoki przez przeszkody drużynowo    |
| Złoto  | Anna Tunnicliffe | Żeglarstwo          | Laser radial                        |
| Złoto  | Henry Cejudo | Zapasy              | Styl wolny do 55 kg                 |
| Złoto  | Shawn Johnson | Gimnastyka          | Równoważnia                         |
| Złoto  | Dawn Harper | Lekkoatletyka       | Bieg na 100 m przez płotki          |
| Złoto  | Misty May-Treanor Kerri Walsh | Siatkówka           | Siatkówka plażowa                   |
| Złoto  | LaShawn Merritt | Lekkoatletyka       | Bieg na 400 m                       |
| Złoto  | Reprezentacja Stanów Zjednoczonych w piłce nożnej kobiet | Piłka nozna         |                                     |
| Złoto  | Phil Dalhausser Todd Rogers | Siatkówka           | Siatkówka plażowa                   |
| Złoto  | Bryan Clay | Lekkoatletyka       | Dziesięciobój                       |
| Złoto  | LaShawn Merritt David Neville Jeremy Wariner Angelo Taylor Kerron Clement (eliminacje) Reggie Witherspoon (eliminacje)                                                          | Lekkoatletyka       | Sztafeta 4x400 m                    |
| Złoto  | Allyson Felix Monique Henderson Sanya Richards Mary Wineberg Natasha Hastings (eliminacje)                                                                                      | Lekkoatletyka       | Sztafeta 4x400 m                    |
| Złoto  | Reprezentacja Stanów Zjednoczonych w koszykówce kobiet | Koszykówka          |                                     |
| Złoto  | Reprezentacja Stanów Zjednoczonych w koszykówce mężczyzn | Koszykówka          |                                     |
| Złoto  | Reprezentacja Stanów Zjednoczonych w siatkówce mężczyzn | Siatkówka           | Siatkówka halowa                    |
| Srebro | Sada Jacobson | Szermierka          | Szabla indywidualnie                |
| Srebro | Dara Torres Natalie Coughlin Emily Silver (eliminacje) Lacey Nymeyer Kara Lynn Joyce Julia Smit (eliminacje)                                                                    | Pływanie            | Sztafeta 4x100 m stylem dowolnym    |
| Srebro | Christine Magnuson | Pływanie            | 100 m stylem motylkowym             |
| Srebro | Katie Hoff | Pływanie            | 400 m stylem dowolnym               |
| Srebro | Matt Grevers | Pływanie            | 100 m stylem grzbietowym            |
| Srebro | Rebecca Soni | Pływanie            | 100 m stylem klasycznym             |
| Srebro | Gina Miles | Jeździectwo         | WKKW indywidualnie                  |
| Srebro | Shawn Johnson Nastia Liukin Chellsie Memmel Samantha Peszek Alicia Sacramone Bridget Sloan                                                                                      | Gimnastyka          | Wielobój drużynowo                  |
| Srebro | Kimberly Rhode | Strzelectwo         | Skeet                               |
| Srebro | Aaron Peirsol | Pływanie            | 200 m stylem grzbietowym            |
| Srebro | Matthew Emmons | Strzelectwo         | Karabin małokalibrowy leżąc 50 m    |
| Srebro | Shawn Johnson | Gimnastyka          | wielobój indywidualnie              |
| Srebro | Christian Cantwell | Lekkoatletyka       | Pchnięcie kulą                      |
| Srebro | Margaret Hoelzer | Pływanie            | 200 m stylem grzbietowym            |
| Srebro | Michelle Guerette | Wioślarstwo         | W1x (jedynka)                       |
| Srebro | Emily Cross Erinn Smart Hanna Thompson | Szermierka          | Floret drużynowo                    |
| Srebro | Dara Torres | Pływanie            | 50 m stylem dowolnym                |
| Srebro | Natalie Coughlin Rebecca Soni Christine Magnuson Dara Torres Margaret Hoelzer (eliminacje) Megan Jendrick (eliminacje) Elaine Breeden (eliminacje) Kara Lynn Joyce (eliminacje) | Pływanie            | Sztafeta 4x100 m stylem zmiennym    |
| Srebro | Zach Railey | Żeglarstwo          | Klasa Finn                          |
| Srebro | Tim Morehouse Jason Rogers Keeth Smart James Williams | Szermierka          | szabla drużynowo                    |
| Srebro | Shawn Johnson | Gimnastyka          | Układ indywidualny                  |
| Srebro | Kerron Clement | Lekkoatletyka       | Bieg na 400 m przez płotki          |
| Srebro | Nastia Liukin | Gimnastyka          | Poręcze asymetryczne                |
| Srebro | Jennifer Stuczynski | Lekkoatletyka       | Skok o tyczce                       |
| Srebro | Nastia Liukin | Gimnastyka          | Równoważnia                         |
| Srebro | Jonathan Horton | Gimnastyka          | Drążek                              |
| Srebro | Sheena Tosta | Lekkoatletyka       | Bieg na 400 m przez płotki          |
| Srebro | Shawn Crawford | Lekkoatletyka       | Bieg na 200 m                       |
| Srebro | Reprezentacja Stanów Zjednoczonych w piłce wodnej kobiet | Piłka Wodna         |                                     |
| Srebro | Reprezentacja Stanów Zjednoczonych w softballu kobiet | Softball            |                                     |
| Srebro | Allyson Felix | Lekkoatletyka       | Bieg na 200 m                       |
| Srebro | Jeremy Wariner | Lekkoatletyka       | Bieg na 400 m                       |
| Srebro | David Payne | Lekkoatletyka       | Bieg na 110 m przez płotki          |
| Srebro | Mark Lopez | Taekwondo           | Mężczyźni do 68 kg                  |
| Srebro | Reprezentacja Stanów Zjednoczonych w siatkówce kobiet | Siatkówka           | Siatkówka halowa                    |
| Srebro | Reprezentacja Stanów Zjednoczonych w piłce wodnej mężczyzn | Piłka Wodna         |                                     |
| Brąz   | Jason Turner | Strzelectwo         | Pistolet pneumatyczny 10 m mężczyzn |
| Brąz   | Rebecca Ward | Szermierka          | Szabla indywidualnie                |
| Brąz   | Ryan Lochte | Pływanie            | 400 m stylem zmiennym               |
| Brąz   | Larsen Jensen | Pływanie            | 400 m stylem dowolnym               |
| Brąz   | Corey Cogdell | Strzelectwo         | Trap                                |
| Brąz   | Peter Vanderkaay | Pływanie            | 200 m stylem dowolnym               |
| Brąz   | Katie Hoff | Pływanie            | 400 m stylem zmiennym               |
| Brąz   | Margaret Hoelzer | Pływanie            | 100 m stylem grzbietowym            |
| Brąz   | Alexander Artemev Raj Bhavsar Joe Hagerty Jonathan Horton Justin Spring Kevin Tan                                                                                               | Gimnastyka          | Wielobój drużynowo                  |
| Brąz   | Natalie Coughlin | Pływanie            | 200 m stylem zmiennym               |
| Brąz   | Levi Leipheimer | Kolarstwo           | Jazda indywidualna na czas          |
| Brąz   | Ronda Rousey | Judo                | Kobiety do 70 kg                    |
| Brąz   | Jason Lezak | Pływanie            | 100 m stylem dowolnym               |
| Brąz   | Allison Schmitt Natalie Coughlin Caroline Burckle Katie Hoff Christine Marshall (eliminacje) Kimberly Vandenberg (eliminacje) Julia Smit (eliminacje)                           | Pływanie            | Sztafeta 4x200 m stylem dowolnym    |
| Brąz   | Sada Jacobson Rebecca Ward Mariel Zagunis | Szermierka          | Szabla drużynowo                    |
| Brąz   | Adam Wheeler | Zapasy              | Styl klasyczny do 96 kg             |
| Brąz   | Ryan Lochte | Pływanie            | 200 m stylem zmiennym               |
| Brąz   | Natalie Coughlin | Pływanie            | 100 m stylem dowolnym               |
| Brąz   | Shalane Flanagan | Lekkoatletyka       | Bieg na 10000 m                     |
| Brąz   | Bob Bryan Mike Bryan | Tenis               | Gra podwójna mężczyzn               |
| Brąz   | Hyleas Fountain | Lekkoatletyka       | Siedmiobój                          |
| Brąz   | Walter Dix | Lekkoatletyka       | Bieg na 100 m                       |
| Brąz   | Randi Miller | Zapasy              | Styl wolny do 63 kg                 |
| Brąz   | Marcus McElhenney Josh Inman Bryan Volpenhein Daniel Walsh Steven Coppola Micah Boyd Wyatt Allen Beau Hoopman Matt Schnobrich                                                   | Wioślarstwo         | M8+ (ósemka)                        |
| Brąz   | Nastia Liukin | Gimnastyka          | Układ indywidualny                  |
| Brąz   | Bershawn Jackson | Lekkoatletyka       | Bieg na 400 m przez płotki          |
| Brąz   | Sanya Richards | Lekkoatletyka       | Bieg na 400 m                       |
| Brąz   | Walter Dix | Lekkoatletyka       | Bieg na 200 m                       |
| Brąz   | Diana Lopez | Taekwondo           | Kobiety do 57 kg                    |
| Brąz   | David Neville | Lekkoatletyka       | Bieg na 400 m                       |
| Brąz   | David Oliver | Lekkoatletyka       | Bieg na 110 m przez płotki          |
| Brąz   | Beezie Madden | Jeździectwo         | Skoki przez przeszkody              |
| Brąz   | Jill Kintner | Kolarstwo           | BMX                                 |
| Brąz   | Donny Robinson | Kolarstwo           | BMX                                 |
| Brąz   | Deontay Wilder | Boks                | Waga ciężka                         |
| Brąz   | Steven Lopez | Taekwondo           | Mężczyźni do 80 kg                  |
| Brąz   | Reprezentacja Stanów Zjednoczonych w baseballu | Baseball            |                                     |